# Долна-Дыбева
Долна-Дыбева (болг. Долна Дъбева) — село в Болгарии. Находится в Пазарджикской области, входит в общину Велинград. Население составляет 285 человек. Село расположено на расстоянии 88 км от Софии.

## История
Село образовано 26 декабря 1978 года путём объединения двух сёл: Дыбови (болг. Дъбови), и Сойка (болг. Сойка). В 1980 году село Долна-Дыбева вошло в состав кметства Света-Петка.

## Политическая ситуация
В местном кметстве Света-Петка, в состав которого входит Долна-Дыбева, должность кмета (старосты) исполняет Муса Мехмед Мандраджиев (Зелёные) по результатам выборов.
Кмет (мэр) общины Велинград — Иван Георгиев Лебанов (независимый) по результатам выборов.